# Universidade Católica da Ucrânia
A Universidade Católica da Ucrânia (em ucraniano:  Український Католицький Університет, Ukrains'kyy Katolyts'kyy Universytet) é uma universidade com sede na cidade de Lviv, Ucrânia.
Foi fundada em 29 de junho de 2002.